# Dioon salas-moralesiae
Dioon salas-moralesiae — вид саговникоподібних з родини замієвих (Zamiaceae). Місцем проживання цього виду є Мексика (Оахака).